# ان‌جی‌سی ۱۱۳۴
ان‌جی‌سی ۱۱۳۴ یک کهکشان‌ است.